# Chiesa di Santa Maria Maggiore (Spilimbergo)
Il Duomo arcipretale di Santa Maria Maggiore è il principale luogo di culto di Spilimbergo, in provincia di Pordenone e diocesi di Concordia-Pordenone; fa parte della forania di Spilimbergo.

## Storia
La chiesa fu voluta dal signore di Spilimbergo Walterpertoldo nel 1284 e la prima pietra venne posata il 4 ottobre dello stesso anno. La costruzione si prolungò fino circa al 1359, anche se il duomo fu consacrato solamente nel 1453.
L'irregolarità della pianta della costruzione si deve, più che a ripensamenti o rifacimenti, allo sfruttamento di strutture già esistenti ed alla conformazione del territorio. Infatti l'edificio fu costruito addossato ad una cinta muraria, ed il campanile risulta costruito su un portale della stessa.

## Descrizione

### Esterno

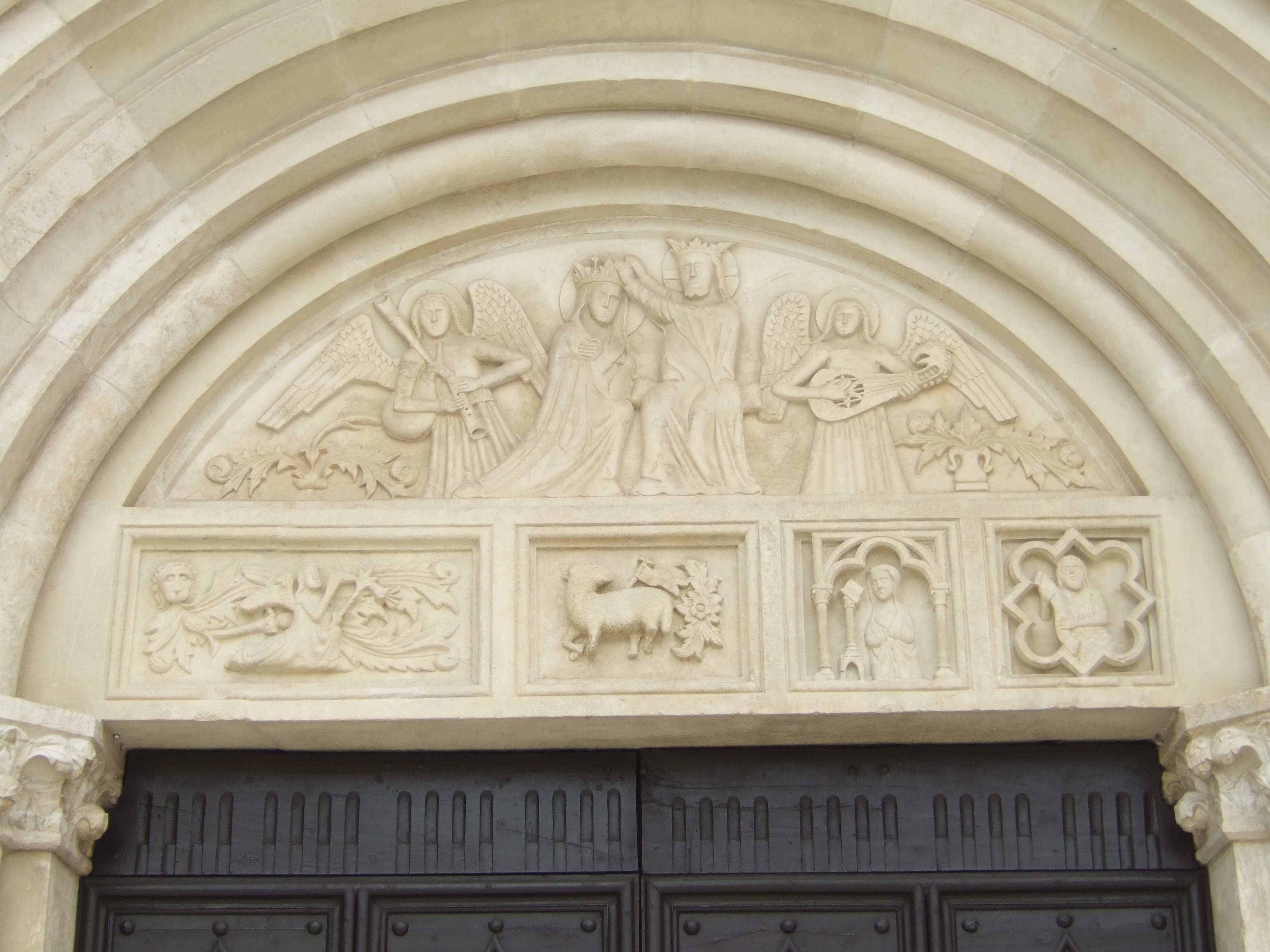
Facciata settentrionale - particolare del portale d'ingresso, realizzato da Zenone da Campione.

La facciata è adornata da sette oculi e risulta estremamente sobria. Il numero simbolico del sette richiama più testi della Bibbia, in primis l'agnello dalle "sette corna e sette occhi" dell'Apocalisse di Giovanni. Due dei sette oculi, murati nel 1858, sono stati riaperti nel 2011.

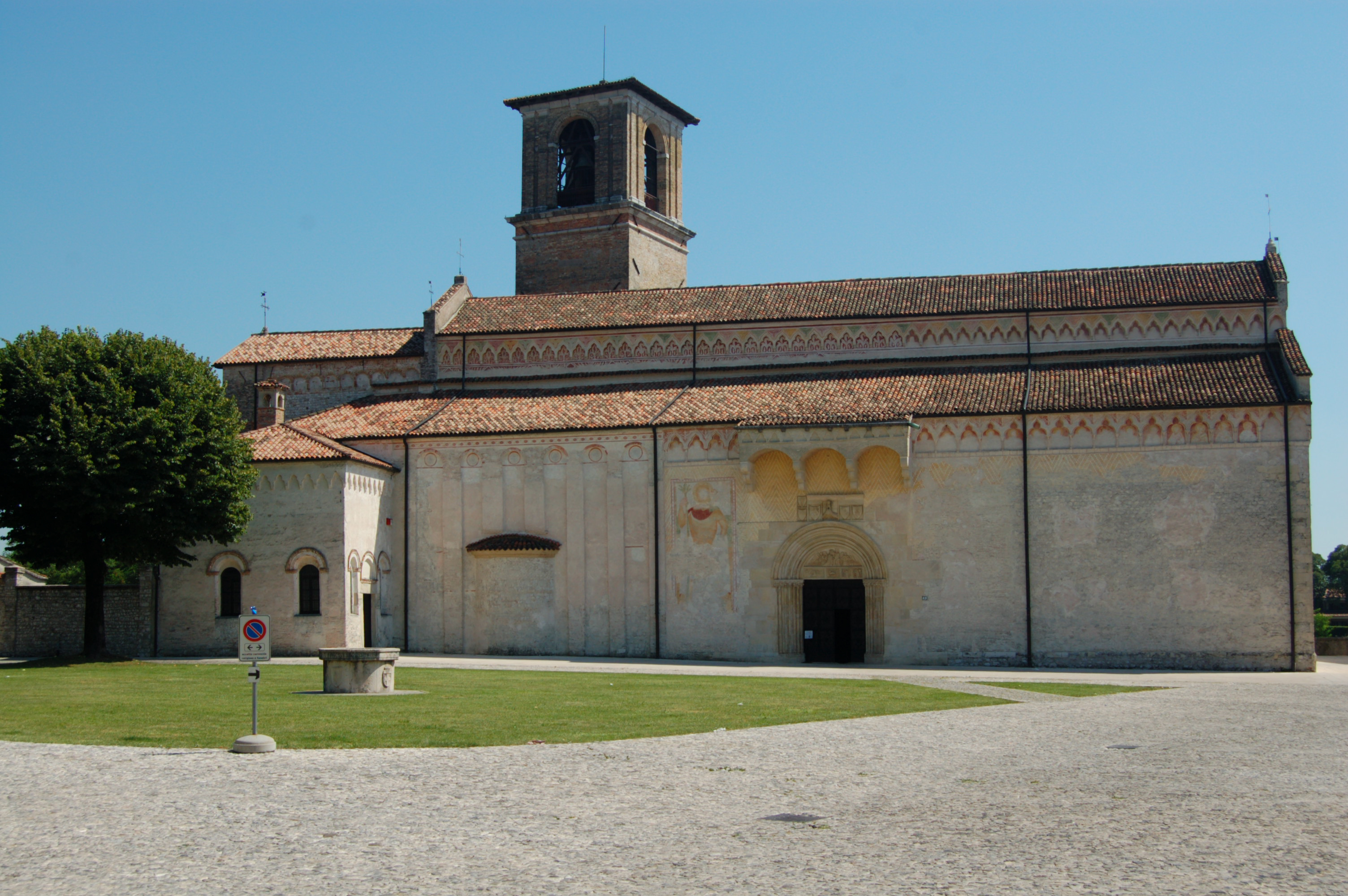
Il lato nord del Duomo, su Piazza del Duomo

L'ingresso principale non è quello posto sulla facciata, bensì il portale realizzato sulla facciata settentrionale, che dà su piazza Duomo. Questo fu realizzato nel 1376 da Zenone da Campione e originariamente era riservato all'entrata dei signori.

### Interno

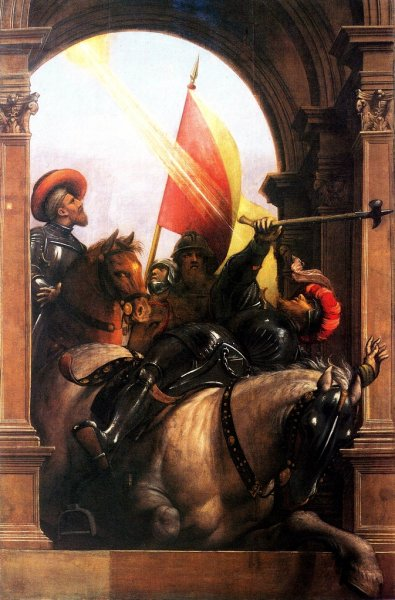
Il Pordenone - Conversione di Saulo - Anta d'organo.

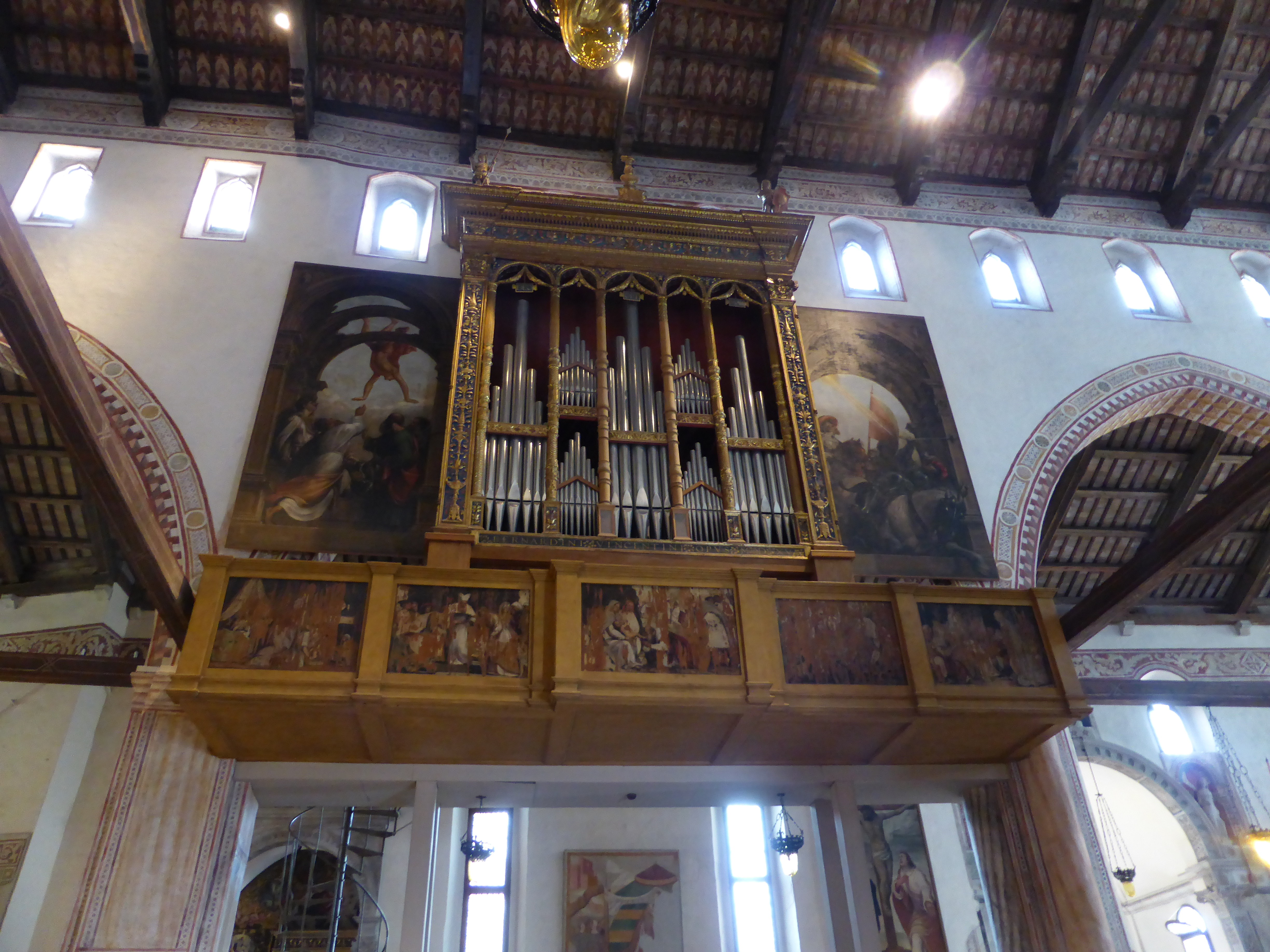
Il grande organo, nella navata centrale

L'interno è costituito da tre navate. Nella navata centrale, seconda campata, è presente l'organo rinascimentale qui ricollocato nel 1981 dopo i lavori di restauro seguiti al terremoto del Friuli. Lo strumento originale, opera del 1515 di Bernardino Vicentino da Venezia, era stato disperso nei secoli ed è stato ripristinato da Francesco Zanin con l'impiego di materiali e metodologie d'epoca. Viene utilizzato per la liturgia, per concerti e numerose registrazioni. Il cassone, fra i più antichi del mondo, è decorato con tele e tavole dipinte dal Pordenone nel 1525. Le ante dell'organo contengono tre raffigurazioni:
- Assunzione di Maria (portelle chiuse);
- Caduta di Simon Mago (portella aperta di sinistra);
- Conversione di Saulo (portella aperta di destra).

Nel parapetto della cantoria vi sono cinque tavole con le Storie della Vergine, mentre negli spazi laterali sono raffigurati dei Paggi.

### Presbiterio
Il presbiterio è decorato da un ciclo di affreschi trecenteschi, derivati chiaramente dalla lezione che Vitale da Bologna aveva lasciato nel duomo di Udine. L'autore, sconosciuto, viene citato come il Maestro dei Padiglioni e le sue opere risalgono al periodo 1350-1380.
La parete destra è decorata con storie dell'Antico Testamento:
- Creazione di Adamo ed Eva
- Cacciata dal Paradiso
- Lavoro di Adamo
- Uccisione di Abele
- Lameo uccide Caino
- Arca di Noè
- Sacrificio di Isacco
- Ebrei nel deserto
- Presa di Gerico
- Davide e Golia
- Morte di Assalonne
- Ritorno di Tobia e Sara
- Susanna al bagno
- Re Salomone
- Natura morta

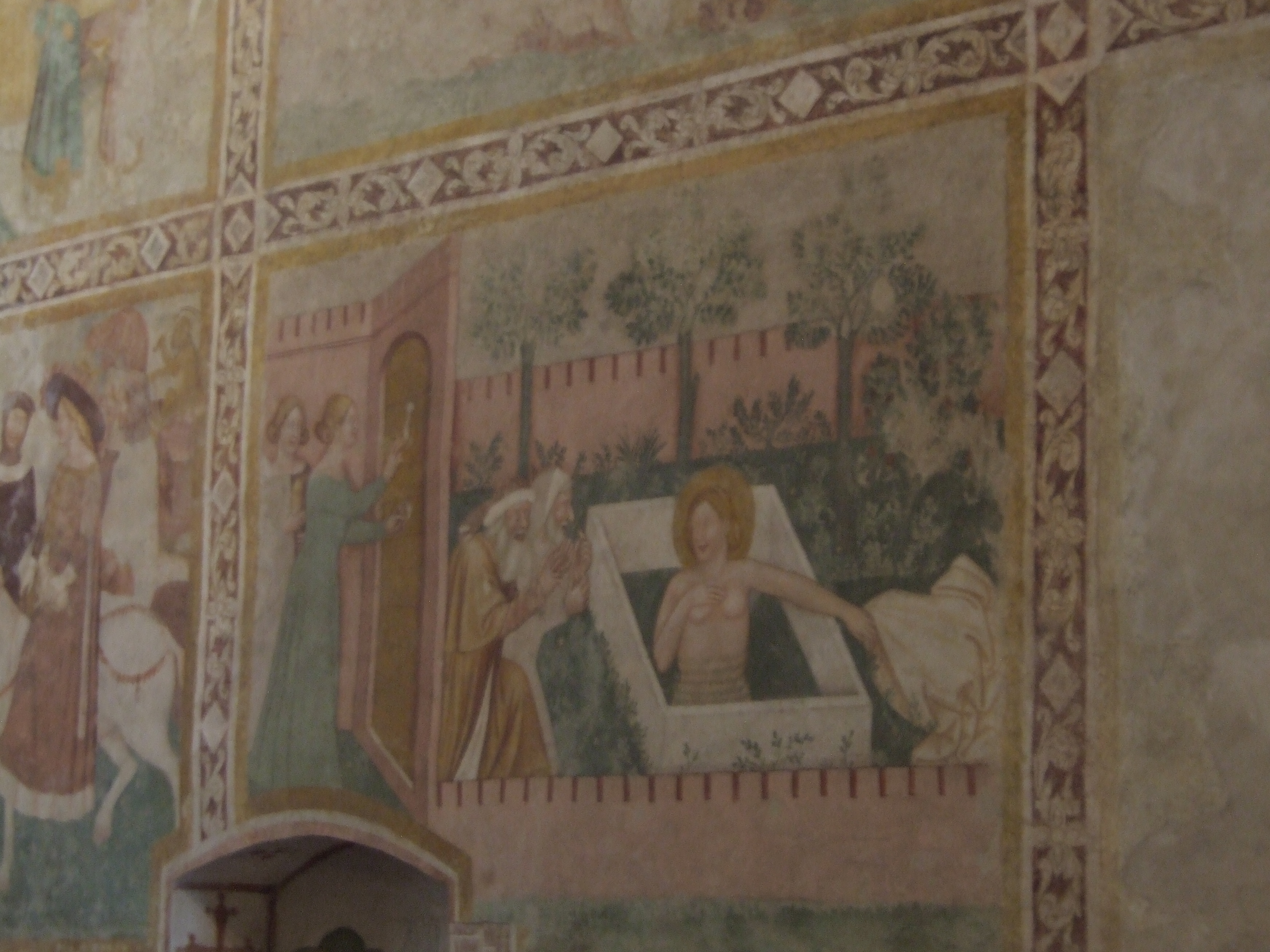
Maestro dei Padiglioni - Susanna al bagno.

Sulla parete sinistra compaiono, invece, storie della vita del Cristo, derivate dal Nuovo Testamento:
- Natività
- Adorazione dei pastori
- Presentazione al tempio
- Fuga in Egitto
- Strage degli innocenti
- Cristo tra i dottori
- Nozze di Cana
- Cacciata dei mercanti dal tempio
- Trasfigurazione
- Ingresso in Gerusalemme
- Preghiera nel Getsemani
- Cattura di Cristo
- Flagellazione
- Salita al Calvario

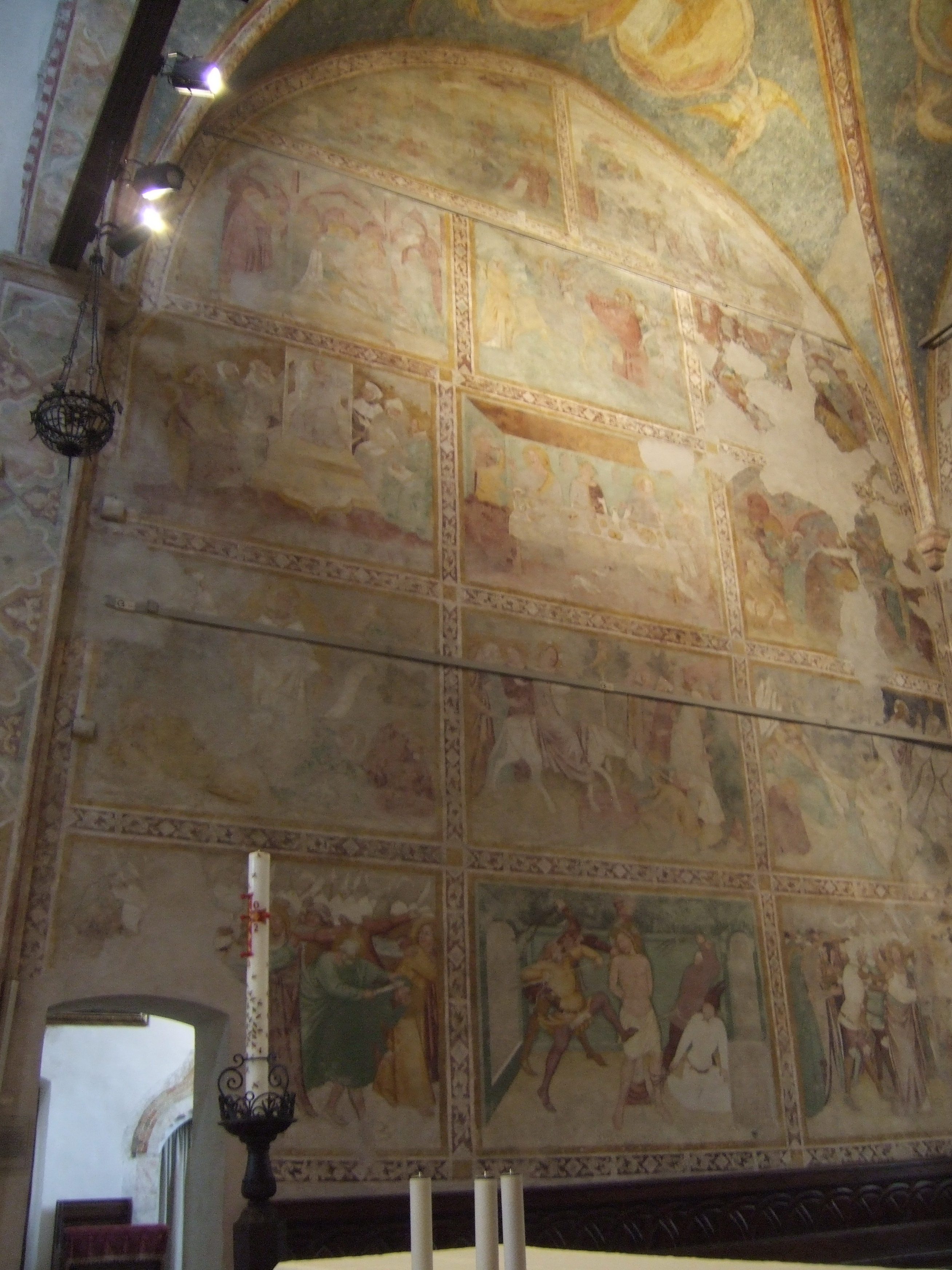
Maestro dei Padiglioni - Storie di Cristo.

La parete di fondo è dominata dalla scena drammatica della Crocifissione.

### Cripta

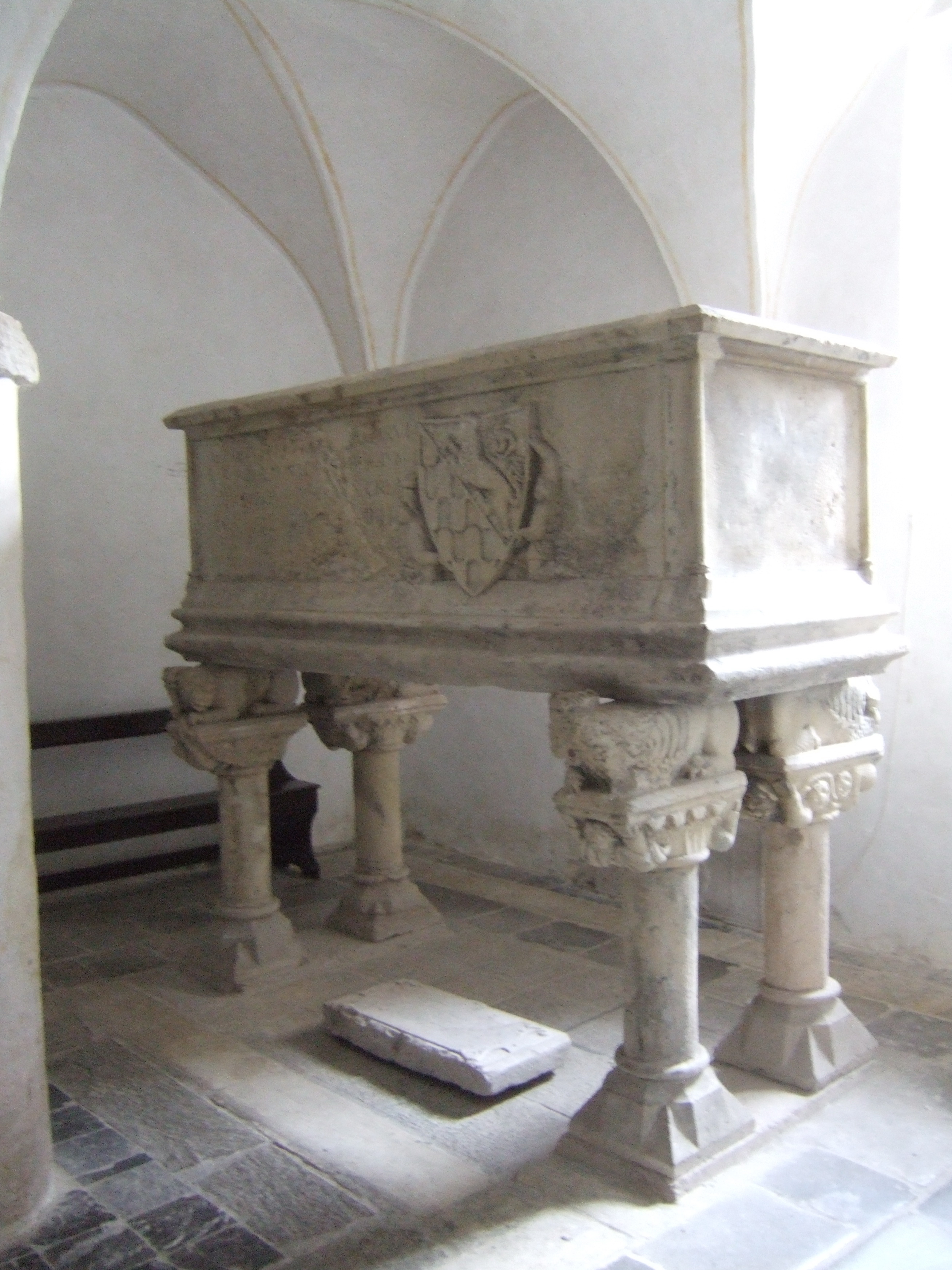
L'arca sepolcrale di Walterpertoldo.

La chiesa inferiore è costituita da cinque vani, uno dei quali è stato recentemente chiuso.
La cappella settentrionale racchiude l'arca sepolcrale di Walterpertoldo, morto nel 1382, signore di Spilimbergo e podestà di Treviso. Fino al 1964 l'arca era esposta nella piazza a fianco della chiesa, per poi essere collocata nella cripta.

### Cappella del Rosario

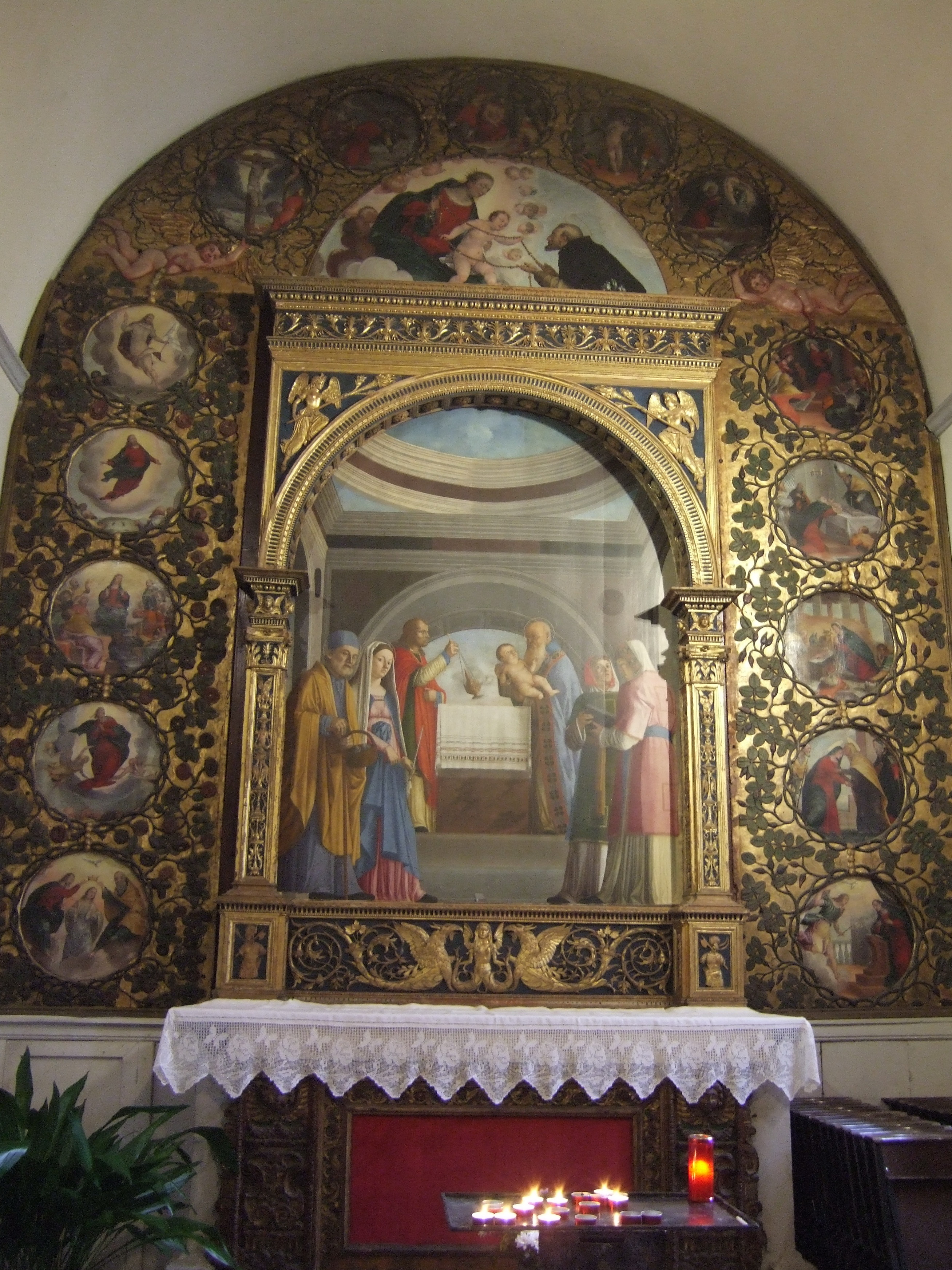
Cappella del Rosario - il dipinto Presentazione al Tempio con gli inserti di Gasparo Narvesa.

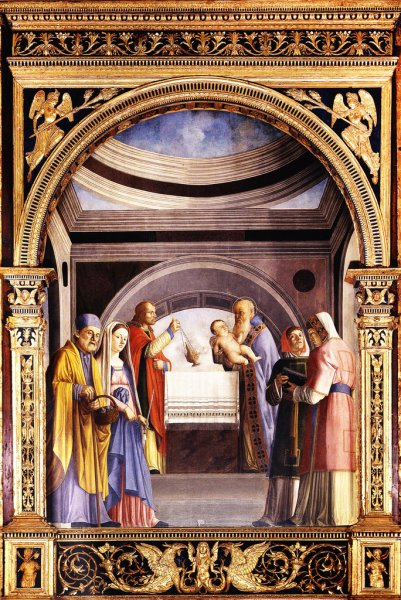
Cappella del Rosario - Giovanni Martini - Presentazione al Tempio.

La cappella è dominata dalla pala Presentazione al tempio di Giovanni Martini (1503), con una cornice tra gli intrighi vegetali i Misteri del Rosario e la Madonna del Rosario col bambino Gesù e san Domenico, lavoro di Gasparo Narvesa (1626-1627).